# Léon Arnal
Pour les articles homonymes, voir Arnal.
Léon Eugène Arnal, né à Mouret (Aveyron) le 14 juin 1880 et mort à Minneapolis (Minnesota, États-Unis) le 23 février 1963, est un architecte franco-américain.

## Biographie
Léon Arnal nait le 14 juin 1880 dans le hameau des Landes (commune de Mouret) près de Villecomtal, dans l'Aveyron, fils d'Alexandre Arnal 28 ans mécanicien, et d'Eugénie Blazy 20 ans. Il part à Marseille (Bouches-du-Rhône) à l'âge de sept ans. 
Diplômé de l’École des Beaux-Arts de Marseille en 1899 puis de l'École des Beaux-Arts de Paris en 1910, il obtient une mention honorable au Salon des artistes français en 1909. 
L'année suivante, il gagne avec Eugène Senès le concours du projet du grand escalier de la gare Saint-Charles de Marseille.
Assistant de Paul Philippe Cret à l’École d'architecture de l'université de Pennsylvanie (1911-1914), il sert lors de la Première Guerre mondiale comme officier de liaison auprès de l'Armée britannique et reçoit la British Military Cross.
De retour à Minneapolis après la guerre, il y travaille en tant que « chief designer » pour la société Magney & Tusler (1919-1935). Il y conçoit la Foshay Tower en 1929 et le bâtiment des postes en 1933, tous deux situés à Minneapolis, Minnesota.
Professeur à l’École d'Architecture de l'Université du Minnesota (1919-1948), il assiste de 1921 à 1923 les architectes Roy Childs Jones et Clarence Johnston pour le « Memorial Stadium » de l'université du Minnesota.
Il obtient la citoyenneté américaine en 1941.
Il meurt à Minneapolis le 23 février 1963, et est inhumé au Greenwood Cemetery à River Falls dans le Wisconsin.

## Principales réalisations
- 1910-1911 : avec Eugène Senès, grand escalier de la gare Saint-Charles de Marseille[4].
- 1921-1923 : il assiste les architectes Roy Childs Jones et Clarence Johnston sur le Memorial Stadium de l'université du Minnesota (en)[5], surnommé The Brickhouse car construit de briques rouges . Le bâtiment est détruit en 1992.
- Avec la société Magney & Tusler :
  - 1927 : Women's Club Building[6], Minneapolis, Minnesota, États-Unis ;
  - 1926-1929 : Foshay Tower[7] à Minneapolis, Minnesota, États-Unis. Le gratte-ciel s'appelle aujourd'hui W Minneapolis - The Foshay et abrite un hôtel Marriot[8] ;
  - 1934 : Minneapolis Post Office, Minnesota, États-Unis.

Galerie
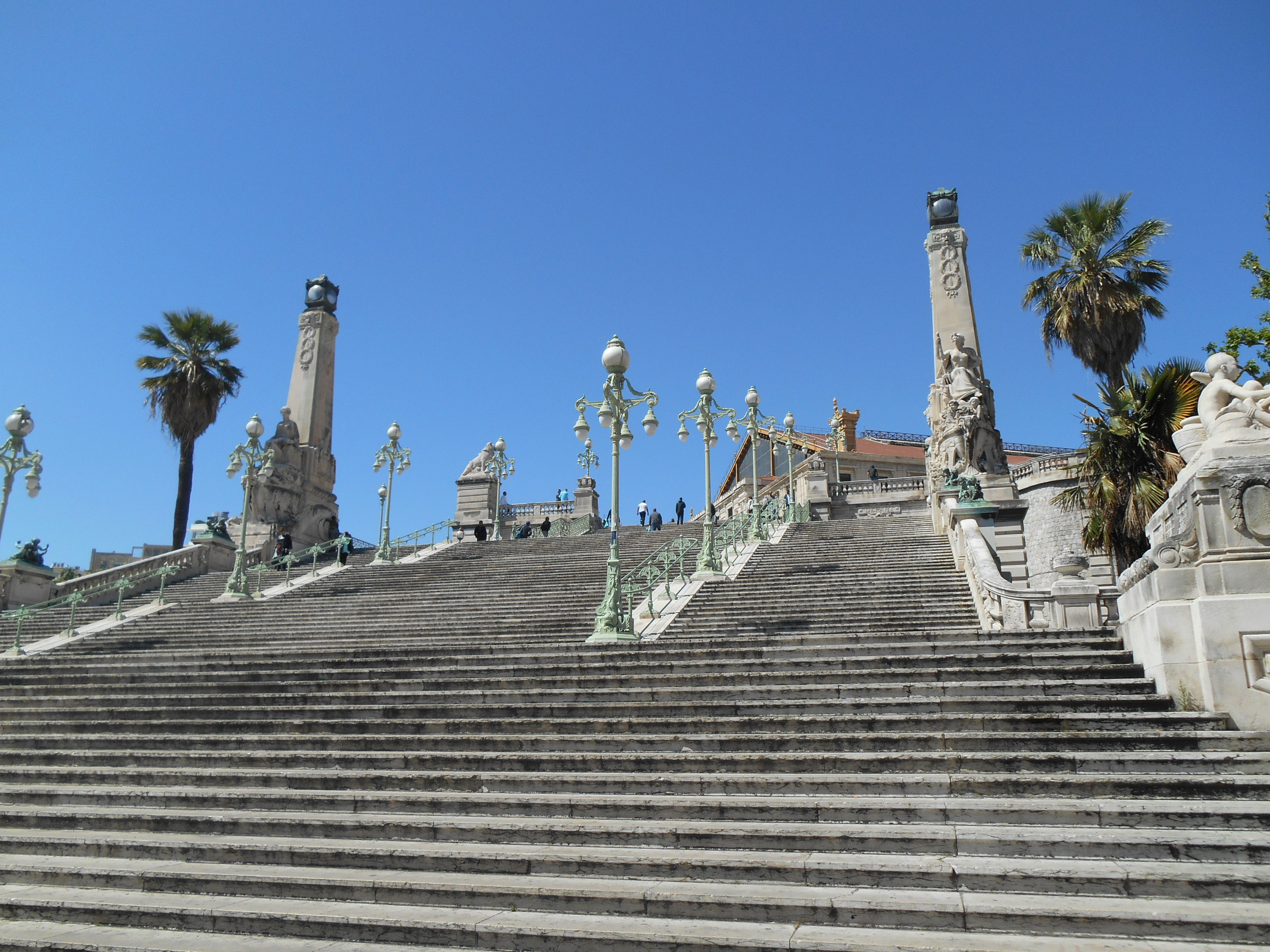
Escaliers de la gare Saint-Charles de Marseille.
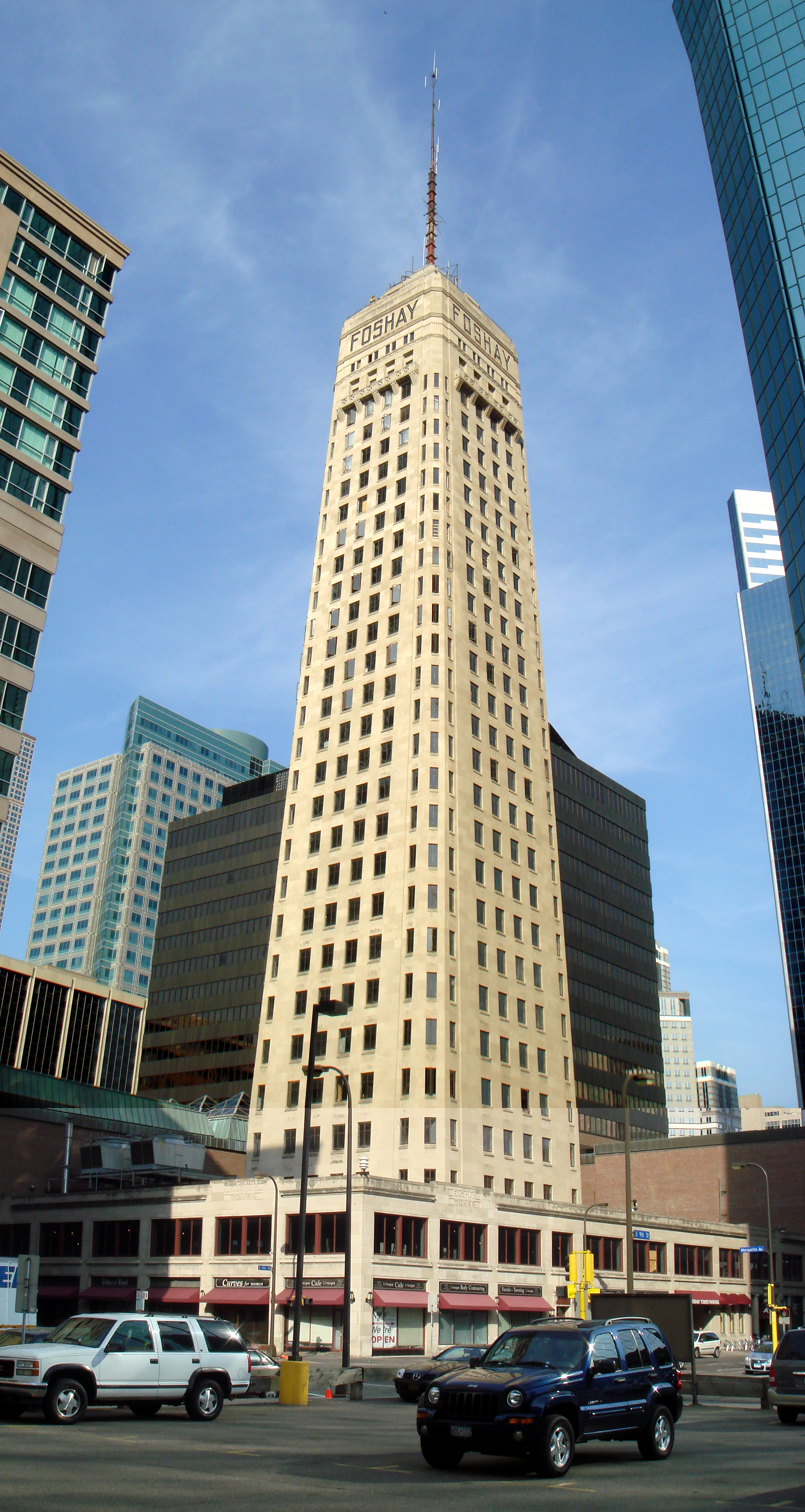
Foshay Tower, Minneapolis.
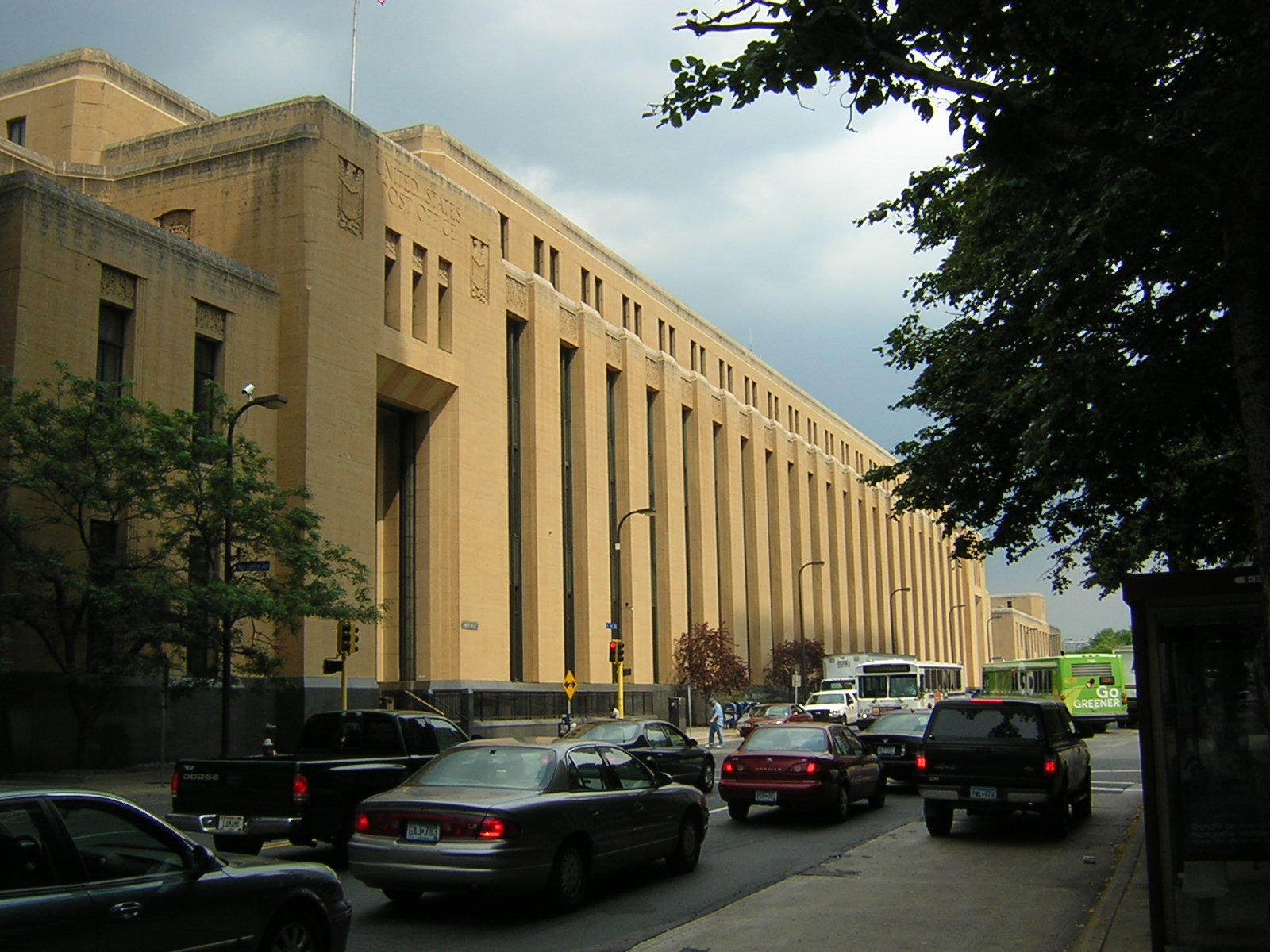
Minneapolis Post Office.